# 罗伯托·马丁内斯
羅拔圖·馬天尼斯·蒙托柳（發音：[roˈβeɾto maɾˈtineθ]；1973年7月13日—）是一名西班牙前職業足球運動員，司職中場，退役後擔任領隊，曾先後執教史雲斯，韋根，埃弗顿和比利时国家足球队，現執教葡萄牙國家足球隊。

## 生平

### 球員

#### 早年
馬天尼斯出生於西班牙加泰罗尼亚莱里达省巴拉格尔（Balaguer），在薩拉戈薩B隊出道，曾於1993年獲提升上一隊出戰马德里竞技，於1994/95年球季轉投家鄉球隊西丙的巴拉格尔，協助球隊獲得「西班牙協會盃」（Copa Federación de España）亞軍。

#### 韋根
1995年夏季韋根的大老闆韋倫親自從西班牙簽入馬天尼斯及其兩名同伴沙巴及戴亞斯，3人稍後被韋根球迷合稱為「三個朋友」（The Three Amigos），於1995/96年球季揭幕日一同首次披甲出戰基寧咸，馬天尼斯並射入1球，其鬥牛士式慶祝方式令球迷津津樂道。11月11日馬天尼斯與戴亞斯成為首兩位參賽英格蘭足總盃的西班牙球員，馬天尼斯在這場對倫科恩（Runcorn）的比賽又射入1球，是這項最古老的足球競賽首名西班牙入球者。球季結束馬天尼斯以13球成為球隊首席射手，更入選「PFA丙組年度最佳陣容」，但球隊在聯賽煞科日主場不敵諾咸頓而失去參加附加賽的席位，季後沙巴因不適應英國的生活而返回薩拉戈薩。1996/97年球季韋根在聯賽煞科日擊敗曼斯菲贏得聯賽冠軍及升班乙組 〈第三級〉，馬天尼斯是陣中主將。戴亞斯於1998年離隊轉投罗奇代尔，而馬天尼斯繼續效力韋根，更在天空電視兼任西班牙足球評述員，亦時常為球隊擔任大使角色探訪學校。2000/01年球季對韋甘比時被罰首面紅牌，季後附加賽兩回合累計1-2不敵雷丁後，遭時任領隊布魯士放棄，諷刺的是布魯士數日後亦離隊轉投水晶宮，雖然有韋根球迷呼籲新領隊杰维尔重新聘用馬天尼斯，惟最終不了了之。馬天尼斯在韋根效力6季，正選上陣180場，再加上47場後補上陣，合共射入23球。2004年BBC足球網站由網民選出馬天尼斯成為韋根歷來的「邪典英雄」（All-time Cult Hero）。

#### 馬瑟韋爾及華素爾
2001年7月3日馬天尼斯以自由身加盟蘇超球會馬瑟韋爾，簽約3年，2002年4月陷入財困的馬瑟韋爾申請中期債務重組（interim administration），馬天尼斯成為19名被裁減的球員之一，期間只曾8次正選及8次後補上陣。他隨後於8月重返英格蘭加盟華素爾，但他卻不能掙到常規正選席位，只獲派1次正選及5次後補上陣，但在這短短數場英甲聯賽中，在對雷丁時人生第二次領紅牌被驅逐離場。

#### 史雲斯
2003年1月馬天尼斯以短期合約形式加盟位列聯賽榜末的史雲斯直到球季結束，2月13日作客馬爾斯菲下半場一記25碼砲彈式射球為球隊鎖定3-1勝局，自节礼日後首次脫離榜尾席位，3月22日作客京达米士特，馬天尼斯再發長砲，對方門將未能接牢來球，被約翰羅斯門前「執死雞」扳平1-1，在主隊再度領先後，馬天尼斯憑22碼外自由球「彎」入扳平2-2，為球隊取得寶貴1分，球隊在聯賽煞科日4-2擊敗侯城成功護級保持聯賽資格。2003年6月馬天尼斯獲得這支威爾斯球隊一紙兩年長約。2003/04年球季初馬天尼斯觸傷膝蓋韌帶缺陣6星期。他其後在史密夫退役後獲委任為隊長，在史密夫受傷期間，馬天尼斯已代行隊長職務，但史雲斯的隊長臂章像被詛咒，多名隊長先後傷出，在他傷愈僅上陣3場後，於操練時觸傷同一個膝蓋再缺陣4星期，尚幸暫時無須動手術。新領隊杰基特上任後仍然由馬天尼斯擔任隊長，而球隊於2004/05年球季遷移到新建的自由球場。季初馬天尼斯一度被領隊棄用，但他誓言重奪席位，最終以隊長身份帶領球隊升班英甲，並在FAW超級盃（FAW Premier Cup）決賽2-1擊敗域斯咸中成為最佳球員。2006年5月約滿被球隊棄用。

#### 車士打城
馬天尼斯以自由身加盟英乙球會車士打城，簽約兩年，8月5日聯賽揭幕戰主場2-0擊敗阿克寧頓首度為球隊上陣；8月26日作客托基聯，於完場前射入扳平2-2；9月30日主場對布里斯托流浪馬天尼斯再取得入球，為車士打城鎖定2-0勝局。10月28日作客0-1負於班列特，馬天尼斯於完場前5分鐘被球證出示第二面黃牌後驅逐離場，賽後車士打城更被英格蘭足球總會指控球員行為不檢，判罰1,000英鎊及作出警告。12月9日主場4-1大勝林肯城，馬天尼斯先拔頭籌取得本季第3個入球。直到2007年2月15日史雲斯領隊杰基特與球隊解約，馬天尼斯被視為可能接班人選之一，2月21日主場1-0擊敗貝利成為他的球員生涯告別戰，2月24日他重返史雲斯出任領隊。

### 領隊

#### 史雲斯
雖然有超過50人應徵史雲斯領隊之職，其中不乏有名氣及經驗的人選，經面試後，史雲斯仍然鍾情其前隊長馬天尼斯這名年僅33歲的新丁，由於他仍然有約在身，史雲斯需要向車士打作出賠償，馬天尼斯動筆簽約兩年，由於已過了轉會窗時限，本季是車士打正選主力兼隊長的馬天尼斯不可落場擔任球員，只可專心領隊職務。2007年2月24日作客0-1負於伊奧維，馬天尼斯只作壁上觀，雖然球隊與附加賽席位有5分距離，馬天尼斯仍希望帶領球隊爭取升班。2月27日馬天尼斯正式執教的首場比賽作客對洛達咸，驚濤駭浪下以2-1險勝而回。3月16日主場2-0擊敗車士打菲特後史雲斯重返附加賽區域。聯賽煞科日主場面對全力爭取自動升級席位的黑池，需要淨勝4球才可參加附加賽的史雲斯以3-6落敗，這是馬天尼斯執教12場以來的第二場敗仗，而史雲斯亦緣盡附加賽。
季後馬天尼斯隨即展開重建球隊陣容工作，首先從蘇甲聖莊士東以象徵費用簽入史葛蘭特，繼而簽入兩名荷蘭球員德·弗里斯及伯德、兩名西班牙球員兰格尔及鲍萨、科林斯、杜菲及從利物浦借用安德森，但球隊亦失去效力四年來每季射入超過20球的特伦德勒，9月初再從艾拉維斯免費簽入奥兰迪。
2007/08年球季史雲斯表現慢熱，開季頭8場僅取得3勝2和3負位列聯賽榜第10位，但踏入10月後，球隊4戰4勝，於月中4-1擊敗般尼茅夫後進佔榜首位置，馬天尼斯更獲選「英甲10月份最佳領隊」。11月5日韋根辭退赫澄斯後有傳聞馬天尼斯是接任人選。在主場大部分時間僅10人應戰3-2擊敗勁敵列斯聯後，史雲斯在榜首以5分領先次席諾定咸森林踏入新年，馬天尼斯再獲選為「英甲12月份最佳領隊」。新球季引入多達11員新面孔，為陣中各球員帶來良性競爭，馬天尼斯的改革漸見成果，2008年1月25日作客4-0大勝前列份子唐卡士打後，領先優勢更增加到11分，1月29日作客0-0賽和次席的諾定咸森林仍然以10分帶出，更保持12場不敗戰績，馬天尼斯蟬聯「英甲1月份最佳領隊」，首度全季執教即3次獲選「每月最佳領隊」。2月22日主場1-0擊敗盧頓是馬天尼斯任教一週年的最佳禮物，球隊帶先14分及保持14場不敗，是英甲入球最多及失球次少的球隊，在他首年任內史雲斯56戰取得35勝12和僅9負的驕人成績。4月12日作客2-1擊敗基寧咸後確保升班資格，是史雲斯24年來首次重返次級聯賽。4月17日雖然主1-2負於護級份子伊奧維，由於次席的卡素爾同日亦負於修安聯，史雲斯提早兩輪贏得英甲聯賽冠軍。4月23日馬天尼斯續簽一份沒有透露年期的長約。球季煞科日作客1-0擊敗白禮頓後，史雲斯取得歷來最多的92分，賽後高舉聯賽冠軍獎盃的馬天尼斯形容這是一個「奇妙」的球季。5月13日獲英格蘭足球聯賽領隊協會選為「英甲年度最佳領隊」。
季後馬天尼斯再從西班牙引入高美斯及平塔多，及以破球會轉會費紀錄的40萬英鎊將上季借用的威爾斯國腳威廉斯收歸旗下，而提出轉會要求的菲里·伯德亦被球隊挽留。

#### 愛華頓
2013年6月5日獲英超球會愛華頓聘任接替莫耶斯擔教，簽約四年。

2013/14赛季，埃弗顿开局不利，前三轮全部打平，马丁内斯随后在转会窗口关闭前从切尔西租借盧卡古，从曼城租借巴里，球队在第四轮主场1-0力克切尔西后获得了三连胜，在第七轮做客1-3输给曼城后，埃弗顿迎来了十轮不败（6胜4平），直到节礼日主场0-1输给桑德兰，进入2014年，埃弗顿在自3月1日开始豪取联赛七连胜，一度掌握着争四的主动权，但在最后五轮联赛中仅获得2胜3负无缘欧冠资格，即便如此，埃弗顿本赛季仍以21胜9平8负积72分的成绩刷新了球队在英超的最高积分记录，并顺利拿到欧战资格。
2014/15赛季和2015/16赛季，埃弗顿在投入众多的情况下，连续两个赛季排名英超第11名，马丁内斯在2016年5月12日被埃弗顿解雇。

#### 比利时
2016年8月4日，比利时足协任命马丁内斯为比利时国家队新一任主教练。在2018年世界盃，马丁内斯所帶領的比利時國家隊，一洗過去在國際大賽中不團結的陋習，取得世界盃季軍。

## 私人生活
2009年6月26日馬天尼斯與其蘇格蘭女友貝芙·湯臣（Beth Thompson）在斯旺西的「聖約瑟教堂」（St Joseph's Cathedral）結婚，兩人於2001年在蘇格蘭相識，當時馬天尼斯正效力馬瑟韋爾。馬天尼斯情迷「西德白朱古力醬」。

## 榮譽

### 球員
韋根
- 英格蘭丙組聯賽〈第四級〉冠軍：1996/97年；
- 英格蘭聯賽錦標冠軍：1999年；

史雲斯
- 英格蘭聯賽錦標冠軍：2006年；

### 領隊
史雲斯
- 英格蘭甲級聯賽冠軍：2007/08年；

韋根
- 英格蘭足總盃冠軍：2013年;

葡萄牙
- 歐洲國家聯賽冠軍：2025年;

## 外部連結
- 足球数据库：羅拔圖·馬天尼斯的球员统计数据
- 足球資料庫：羅拔圖·馬天尼斯的領隊統計數據
- The Three Amigos
- Mixed years for Martinez （页面存档备份，存于）